# Rosenlunds prästgård
Rosenlunds prästgård är en före detta prästgård som ligger i Jakobstad i det finländska landskapet Österbotten. Prästgården är en av de äldsta och bäst bevarade prästgårdsmiljöerna i Finland och Norden. Rosenlunds prästgård tjänade som bostad för kyrkoherden ända fram till 1990-talet.
Pedersörenejdens hembygdsmuseum är beläget i prästgårdens gamla stenladugård från 1775. Museet har en omfattande samling av bland annat allmogeföremål och jordbruksredskap från förr. Rosenlunds prästgård och dess nationella kulturhistoriska arv skyddas av Museiverket.

## Historia
Kyrkoherden Gabriel Aspegren i Jakobstad och Pedersöre fick tillstånd att omvandla Rosenlundsbacken till odlingsmark år 1755. Samma år anlade Aspegren prästgårdens trädgård i enlighet med Carl von Linnés läror och ekonomiska teorier. Aspegrens trädgård var en av de största trädgårdarna på sin tid. Orangeriet i ett av hörnen var ett av de första i Finland.

### Huvudbyggnaden
Rosenlunds prästgårds nuvarande huvudbyggnad är en träbyggnad med två våningar och färdigställdes år 1798. Den tidigare huvudbyggnaden byggdes i två etapper under perioden 1750-1760 och revs år 1797.

### Ekonomibyggnader
Ekonomibyggnaderna, så som drängstugorna, härstammar från slutet av 1700-talet. Nordost om huvudbyggnaden finns ett ladugårds- och stallkomplex som uppfördes mellan åren 1773 och 1776. Dessa komplex tillhör de äldsta i sitt slag i Finland.